# Timothy Eyoma
Timothy Eyoma, né le 29 janvier 2000 dans le borough londonien de Hackney en Angleterre, est un footballeur anglais qui joue au poste de défenseur central au Lommel SK.

## Biographie

### En club
Le 30 janvier 2020, il est prêté à Lincoln City.

### En équipe nationale
Avec les moins de 17 ans, il participe au championnat d'Europe des moins de 17 ans en 2017. Il joue cinq matchs lors de ce tournoi. L’Angleterre atteint la finale de cette compétition, en étant battue par l'Espagne après une séance de tirs au but.
Il dispute ensuite quelques mois plus tard la Coupe du monde des moins de 17 ans organisée en Inde. Lors du mondial junior, il joue trois matchs, contre le Chili et le Mexique en phase de groupe, puis contre le Brésil en demi-finale. Il est sur le banc lors de la finale remportée face à l'Espagne.

## Palmarès
- Finaliste du championnat d'Europe des moins de 17 ans en 2017 avec l'équipe d'Angleterre des moins de 17 ans
- Vainqueur de la Coupe du monde des moins de 17 ans en 2017 avec l'équipe d'Angleterre des moins de 17 ans